# Strymon cycnus
Strymon cycnus är en fjärilsart som beskrevs av Edwards. Strymon cycnus ingår i släktet Strymon och familjen juvelvingar. Inga underarter finns listade i Catalogue of Life.